# أليكسي نيموف
أليكسي نيموف (Alexei Nemov) (الروسية: Алексей Юрьевич Немов) هو لاعب أولمبي لرياضة الجمباز من روسيا. شارك في الأولمبياد الصيفي في 1996–2000، وفاز بما مجموعه 12 ميدالية.

## الميداليات
| ذهب | فضة | برونز | المجموع |
| 4   | 2   | 6     | 12      |

## روابط خارجية
- أليكسي نيموف على موقع الاتحاد الدولي للجمباز (licence) (الإنجليزية)
- أليكسي نيموف على موقع الاتحاد الدولي للجمباز (biography) (الإنجليزية)
- أليكسي نيموف على موقع اللجنة الأولمبية الدولية (الإنجليزية)
- أليكسي نيموف على موقع أوليمبيديا (الإنجليزية)